# إديث جاكوبسون
إديث جاكوبسون (بالألمانية: Edith Jacobson؛ بالإنجليزية: Edith Jacobson) هي محللة نفسانية وطبيبة ألمانية وأمريكية، ولدت في 10 سبتمبر 1897 في Chojnów ‏ في بولندا، وتوفيت في 8 ديسمبر 1978 في روتشستر في الولايات المتحدة.